# Charghat
Charghat (en bengali : চারঘাট) est une upazila du Bangladesh dans le district de Rajshahi. En 1991, on y dénombrait 163 862 habitants.